# Море Скоша
Мо́ре Ско́ша (Ско́тія) (англ. Scotia Sea) — міжострівне море між островами Південна Джорджія, Південними Сандвічевими і Південними Оркнейськими. Більша його частина лежить у межах Атлантичного океану, менша — у межах Південного океану. На заході з'єднується протокою Дрейка з Тихим океаном. Площа понад 1,3 млн км². Глибини перевищують 5 тисяч метрів. Є найглибшим за середньою глибиною морем у світі. Максимальна глибина 6022 м. Середня температура води на поверхні від 6 °C до −1 °C. Солоність близько 34‰. В основному перебуває в субполярних широтах. Води помірних широт панують лише в його північно-західній частині, у середній — переважають південні полярні води Антарктичної циркумполярної течії, а в південно-східну частину з півдня надходить ще холодніша вода з моря Ведделла. Над морем панують сильні західні вітри, часто трапляються шторми. Море є одним з головних районів зародження антарктичних айсбергів, тому вони тут досить часті.
У морі величезна кількість криля, що слугує їжею для риб, морських птахів і вусатих китів. Розвинений рибний промисел.

## Клімат
Акваторія моря розташовується в помірному кліматичному поясі. Увесь рік панують помірні повітряні маси. Переважає західний перенос. Значні сезонні коливання температури повітря. Зволоження достатнє, місцями надлишкове. Цілий рік переважає циклонічна діяльність, погода мінлива, часті шторми. Морська плавуча крига зустрічається цілий рік. Відносно тепла зима з нестійкою погодою і сильними західними вітрами. Прохолодне літо з більш спокійною погодою, ніж взимку.

## Біологія
Акваторія моря ділиться на ряд морських екорегіонів, прив'язаних до окремих архіпелагів: фолклендський і вогнеземельський нотальної південноамериканської зоогеографічної провінції; південносандвічевський, південногеоргійський, південнооркнейський, південношетландський і екорегіон узбережжя Антарктичного півострова — південноокеанічної. У зоогеографічному відношенні донна фауна континентального шельфу й острівних мілин до глибини 200 м поблизу Південної Америки відноситься до магелланової натальної, а фауна екорегіонів арктичних архіпелагів — до антарктичної циркумполярної області антарктичної зони.

## Історія
Море назване в 1932 році за назвою експедиційного судна «Скотія» (дослівно: «Шотландія»), «Шотландської національної антарктичної експедиції (1902-04)», яка проходила в цих водах під командуванням Вільяма С. Брюса. Найвідоміший перехід через це холодне море був зроблений у 1916 році Ернестом Шеклтоном і ще п'ятьма його супутниками в рятувальній шлюпці, коли вони покинули острів Елефант і за два тижні досягла Південної Георгії.

## Геополітика
Влада Аргентини вважає море Скоша частиною Аргентинського моря і тому країна вважає, що Південна Георгія та Фолклендські острови знаходяться під її юрисдикцією, що призводило до військових конфліктів з Великою Британією.